# Kawanami Gokoku-jinja
Le sanctuaire Kawanami Gokoku (川南護国神社) est un sanctuaire shinto situé à Kawaminami, dans la préfecture de Miyazaki, au Japon. C’est un  mémorial  Gokoku, honorant  les soldats tombés au combat. Initialement attachés aux  Yasukuni, les Gokoku sont autonomes, depuis 1939,  sous ce nom. Comme Kawaminami est le lieu de casernement du régiment de parachutistes de l'armée impériale japonaise (de),  c'est le mémorial des parachutistes japonais morts en opération.

## Présentation
Le sanctuaire honore les âmes de 634 soldats natifs de l'ancien village de Kawaminami et environ 12 000 membres des corps parachutistes militaires. Initialement situé au sein du centre de formation des volontaires de l'armée, le sanctuaire Teishin fut détruit par un incendie lors de l'occupation alliée de Miyazaki après la guerre.
En outre, le site du sanctuaire comprend l'ancienne piste d'atterrissage utilisée pour l'entraînement des parachutistes, et un monument commémorant la naissance de ces unités y a été érigé. Chaque année, un festival est organisé par l'Association Commémorative, avec la participation de la ville, des familles des soldats décédés, des anciens parachutistes, de l'Association des Camarades Parachutistes, et des membres de la 1re brigade aéroportée de la Force terrestre d'autodéfense du Japon, qui est l'héritière du corps des volontaires de l'armée.
Bien qu'il soit un sanctuaire Gokoku, il n'apparaît pas sur la liste officielle des sanctuaires Gokoku publiée par le sanctuaire Yasukuni.

## Historique
Voici un résumé des informations figurant sur le « Monument du lieu de naissance du régiment de parachutistes » :
En 1941, avec la création du département de formation des parachutistes de l'armée, l'unité a été transférée de l'École de pilotage de l'armée de Baijozi (ja) en Mandchourie vers Karasehara (ja) et Nyutabaru (ja) dans la préfecture de Miyazaki. Le ranch militaire (ja) à Karasehara a été transformé en site d'atterrissage pour parachutistes.
Les troupes ont été déployées au combat, et pour honorer les âmes héroïques tombées, le Sanctuaire d'Assaut a été établi en 1944 à Toyohara sur le terrain du département de formation. Après la défaite du Japon, ce site a été repris par l'École normale de Miyazaki (ja). Le sanctuaire Teishin, cependant, a été incendié par les forces d'occupation américaines en 1946.
Durant un temps, les âmes ont été honorées provisoirement à l'autel de Ishikawa Fujinosuke à Karase, mais en 1949, lorsque le sanctuaire Kawanami Gokoku a été construit, elles y ont été consacrées de façon permanente.
En 1956, certaines des âmes ont été transférées[Comment ?] au Mont Kōya. En 1963, un monument dédié au régiment de parachutistes a été érigé, et en 1991, un autre monument a été installé pour commémorer la consécration de plus de 10 000 âmes héroïques de parachutistes au sanctuaire Kawanami Gokoku,.

## Les monuments

### Monument «Lieu de naissance du Corps de parachutistes aéroportés»
« Lieu de naissance des troupes parachutistes
Portant des fleurs, tirant vers le ciel, ne teignant pas les nuages, sans regrets même dans la mort, les soldats se dispersent
Érigé en mai 1963 par l'Association des camarades parachutistes, l'Association des parachutistes et tous les membres des familles. »

— Citation de l'inscription sur le monument

### Monument commémorant la consécration de plus de10 000esprits héroïques des forces aéroportées au sanctuaire Kawaminami Gokoku
« Origine de la consécration commune de plus de dix mille esprits héroïques des troupes parachutistes au sanctuaire Kawanami Gokoku
En 1941, un vaste ranch de l'Unité de renforcement des chevaux militaires (ja) situé dans le village de Kawanami a été converti en zone de largage pour les troupes parachutistes.
Dès septembre de la même année, ce site fut utilisé et l'année suivante, en 1942, des casernes furent construites et des milliers de parachutistes s'entraînèrent intensément sur ce lieu.
Les parachutistes descendant du ciel étaient comparés à la Descente du Ciel du Petit-fils Céleste, appelés Soldats célestes (ja), et sous la protection et le soutien des villageois, une unité d'élite de troupes parachutistes fut formée et déployée successivement sur les champs de bataille du sud pour y combattre et briller.
Mais, malgré nos fervents espoirs, nous avons été vaincus et beaucoup de camarades ont exposé leurs corps sur les champs de bataille, et leurs esprits ont reposé uniquement au sanctuaire Teishin, situé à l'époque à Toyohara.
Cependant, au début de l'été 1946, les forces américaines stationnées dans la préfecture de Miyazaki ont déraisonnablement incendié le sanctuaire Teishin. Privés de leur lieu de repos, les esprits héroïques auraient erré chaque nuit autour du dortoir de l'École normale de Miyazaki (ja), qui avait converti l'ancienne caserne en école, habillés de kimono blanc et de hakama.
À la suite de ces événements, les esprits furent temporairement honorés sur l'autel de M. Fujinosuke Ishikawa à Karase, puis, en 1949, lorsque ce sanctuaire Gokoku fut reconstruit, ils y furent ensemble consacrés et le sont jusqu'à ce jour.
La cérémonie du sanctuaire Gokoku est célébrée de manière permanente par la société de dévotion du sanctuaire Kawanami Gokoku, pour laquelle nous sommes reconnaissants, et pour la postérité, nous gravons ici son origine.
Le 23 novembre 1992, par tous les camarades des unités parachutistes de l'armée. »

— Citation de l'inscription sur le monument
Outre le mémorial dédié au Corps des Volontaires de l'Armée, le 'Monument de la Chanson des Parachutistes' se dresse au sein de la base aérienne de Nyutabaru de la force aérienne d'autodéfense du Japon, érigé sur l'ancien site de l'aérodrome de Nyutabaru
De plus, sur le terrain de l'Hôpital national de l'Organisation hospitalière de Miyazaki (ja), subsiste une relique de guerre : la tour d'eau des casernes du 3e Régiment. C'est la seule structure restante du terrain de parade militaire, perdu au profit du développement agricole, et elle demeure un symbole de la ville de Kawaminami.
Parallèlement, la marine a également formé une unité de parachutistes, et le « Monument Nonochi, lieu de naissance de l'unité de parachutistes de la marine » a été érigé sur le terrain de la base aérienne de Tateyama (en) de la force maritime d'autodéfense du Japon, située à Tateyama, dans la préfecture de Chiba.

## Voir également
- Soldats célestes (ja)
- Controverses sur le sanctuaire Yasukuni
- Sanctuaire national des martyrs de la révolution
- Sanctuaire des ancêtres
- Gokoku-jinja
- Tombe du Soldat inconnu
- Arlington National Cemetery
- Culte héroïque grec